# 聯合國安全理事會第49號決議
聯合國安理會第49號決議是1948年5月22日在聯合國安全理事會第302次會議通過的。由於巴勒斯坦並未遵守安理會之前的決議，軍事行動仍然在巴勒斯坦當地持續，這項決議請求所有政府機關中止在巴勒斯坦境內的一切敵對軍事行動，並為此向其軍方及單位頒布停火令，於紐約時間1948年5月24日中午生效。這項決議同時還命令於聯合國安理會48號決議所成立的停戰委員會就此決議的執行情況向安理會報告。
該決議在哥倫比亞、烏克蘭蘇維埃社會主義共和國及蘇聯的棄權下，以8票對0票通過。

## 外部連結
- 49號決議全文